# Peter Byner
Peter Byner, auch Peter Behner, Peter Bynner, Petrus Bihner (geb. vor 1518; gest. um 1551) war ein Dresdner Ratsherr und Bürgermeister.

## Leben

### Herkunft
Byner stammte aus einer Dresdner Bürgersfamilie, die schon ab 1437 in der Stadt nachweisbar ist. Bereits zwischen 1507 und 1540 gehörte mit dem Schneider Greger Byner ein Familienmitglied dem Dresdner Rat an und war ab 1518 Bürgermeister. 

### Tätigkeit als Ratsherr
Peter Byner war ab 1528 ebenfalls Mitglied des Rates. Zunächst übernahm er dort das Amt des Zinsherrn und war damit für die Erhebung und Verwaltung der dem Rat zustehenden Erb- und Kapitalzinsen  verantwortlich. Ein Jahr später wurde er zum Richter gewählt. 1531 war Byner erstmals regierender Bürgermeister und hatte dieses Amt fortan im üblichen Drei-Jahres-Rhythmus inne.

### Wirken als Bürgermeister

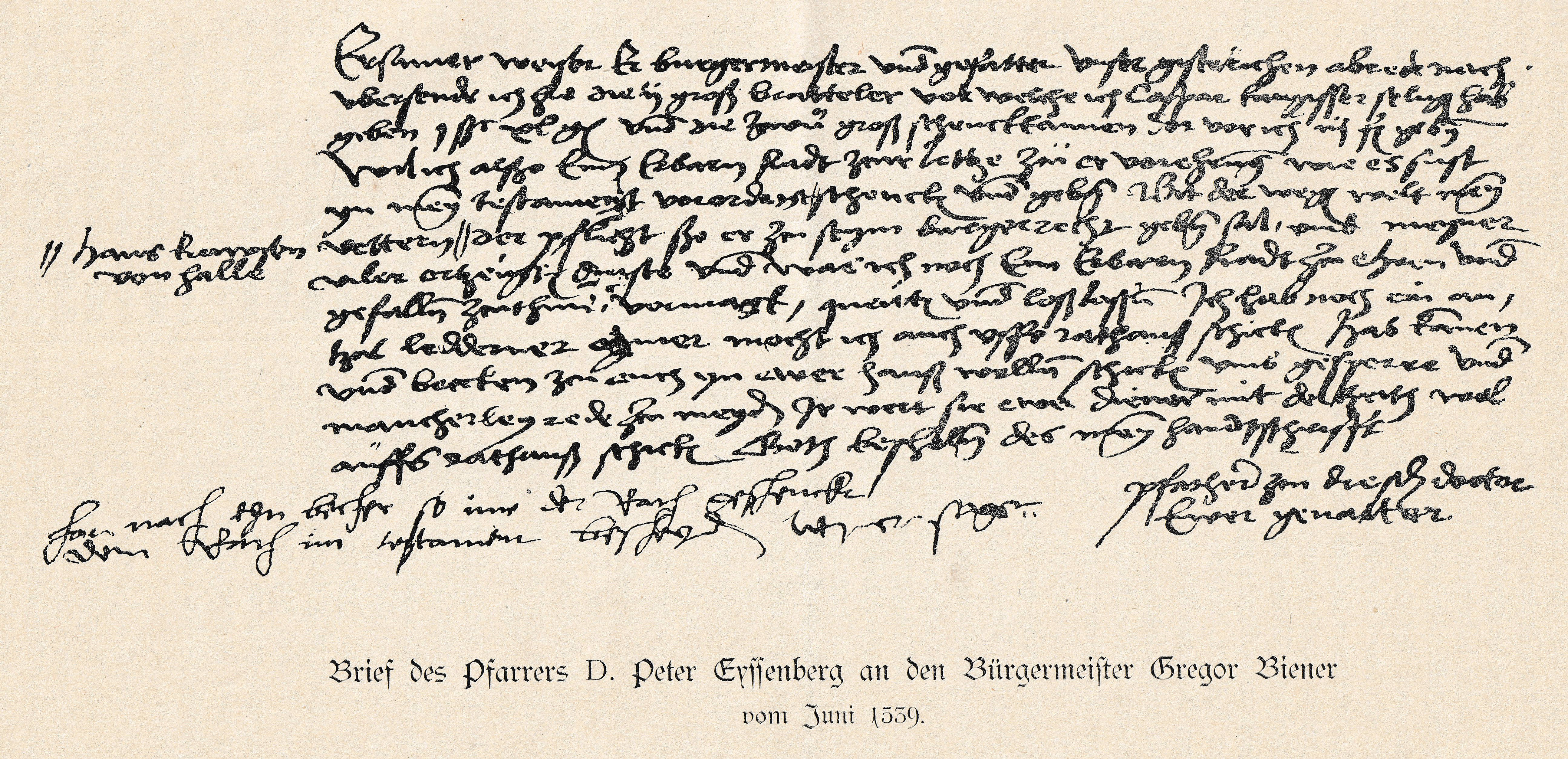
Brief des Pfarrers D. Peter Eyssenberg an den Bürgermeister Gregor Biener vom Juni 1539

Die Amtszeit Byners war politisch von den Auseinandersetzungen zwischen katholischen und evangelischen Kräften sowie den Machtkämpfen zwischen Herzog Moritz und dem Schmalkaldischen Bund geprägt. In diesem Zusammenhang stellten sich die drei regierenden Bürgermeister Peter Byner, Hans Gleinig und Theodoricus Lyndemann gegen den Landesherren Moritz und zeigten sich einer Herrschaft der Ernestiner nicht gänzlich abgeneigt, was 1547 zur Anklage führte. Allerdings fielen die Urteile milde aus und alle drei durften in ihre Ämter zurückkehren. Byner musste jedoch die künftige Ergebenheit des Rates gegenüber der herzoglichen Regierung erklären. Auf Weisung des Landesherren wurde durch ihn auch der Sicherheitsdienst der Bürgerschaft in einer neuen Wachtordnung neu geregelt, um auf eventuelle militärische Angriffe auf Dresden vorbereitet zu sein.
1549 oblag Peter Byner die von Moritz verfügte Eingliederung der Stadt Altendresden in das linkselbische Dresden vorzunehmen. Die von ihm geforderte Ableistung des Bürgereids wurde durch den Altendresdner Rat zunächst verweigert. Erst die zeitweise Gefangennahme des Altendresdner Bürgermeisters Wolf Fischer führte schließlich zum Einlenken. Kurz darauf griff der Landesherr erneut in die städtische Organisation ein und verfügte, unter Umgehung der Ratsordnung von 1517 und nach bereits durchgeführter Wahl Peter Byner weiter im Amt zu behalten.
Wann Byner verstarb, ist nicht geklärt. Der Archivar Otto Richter gibt in seinem Werk Verfassungs- und Verwaltungsgeschichte der Stadt Dresden (1885–1891) an, dass Peter Byner 1568 wegen hohen Alters des Bürgermeisteramtes enthoben wurde. Jüngere Quellen zweifeln diese Aussage jedoch an und gehen von einem Tod um das Jahr 1551 aus. In diesem Jahr ist er letztmals im Ratsverzeichnis genannt. Dafür spricht auch eine Notiz in einer Rechnung  des Maternihospitals von 1551/52, in der im Rechnungstitel der Tod Byners vermerkt ist. Seine Erben erhielten später 400 Gulden aus einem Darlehen zurück, welches der Bürgermeister Herzog Moritz gewährt hatte, nachdem dieser infolge der Wittenberger Kapitulation einen Teil der ernestinischen Verbindlichkeiten hatte übernehmen müssen.